# Turén
Turén is een gemeente in de Venezolaanse staat Portuguesa. De gemeente telt 71.800 inwoners. De hoofdplaats is Villa Bruzual.

## Geboren
- Gilberto Angelucci (1967), voetballer